# Lista över schackspelare
Detta är en lista över kända schackspelare. Den innehåller i första hand spelare som har tillhört världseliten, det vill säga varit etablerade bland de 5–10 främsta, under olika tidsperioder. En del av de äldre spelarna (från 1700-talet och tidigare) är framför allt bekanta som teoretiker eller författare och inte så mycket är känt om deras egentliga spelstyrka.
Det finns också en separat lista med alla svenska stormästare.
Listan visar vilken eller vilka nationer spelaren representerat i schacksammanhang.
För spelare som varit aktiva i modern tid visar den också vilken titel spelaren har (vilket är stormästare, GM, för de flesta) och det högsta ratingtalet spelaren har uppnått. FIDE har delat ut titlar sedan 1950 och publicerat listor på ratingtal sedan 1971.
När man jämför spelare från olika tidsperioder bör man vara medveten om att det har varit en inflation i ratingtalen.
I början av 1980-talet hade den tionde bästa spelaren i världen ett ratingtal runt 2600. I början av 2020-talet krävdes ett ratingtal över 2765 för att tillhöra de tio främsta.
Spelare som nådde sin topp innan 1971 har också varit relativt starkare än deras högsta ratingtal indikerar. 

## 1400-talet till 1700-talet
| Namn                      | Född    | Död     | Nation         | Kommentar                              |
| ------------------------- | ------- | ------- | -------------- | -------------------------------------- |
| Luis Ramírez de Lucena    | ca 1465 | ca 1530 | Spanien        | Inofficiell världsmästare ca 1490      |
| Pedro Damiano             | 1480    | 1544    | Portugal       |                                        |
| Paolo Boi                 | 1528    | 1598    | Italien        | Inofficiell världsmästare ca 1575      |
| Ruy López de Segura       | ca 1530 | ca 1580 | Spanien        | Inofficiell världsmästare ca 1560      |
| Alfonso Ceron             | 1535    | ?       | Spanien        |                                        |
| Leonardo da Cutri         | 1542    | 1597    | Italien        | Inofficiell världsmästare ca 1575      |
| Giulio Cesare Polerio     | 1548    | 1612    | Italien        |                                        |
| Alessandro Salvio         | ca 1570 | ca 1640 | Italien        | Inofficiell världsmästare ca 1600      |
| Pietro Carrera            | 1573    | 1647    | Italien        |                                        |
| Gioacchino Greco          | ca 1600 | ca 1634 | Italien        | Inofficiell världsmästare ca 1620      |
| Giambattista Lolli        | 1698    | 1769    | Italien        |                                        |
| Legall de Kermeur         | 1702    | 1792    | Frankrike      | Inofficiell världsmästare ca 1730–1747 |
| Philipp Stamma            | 1705    | 1755    | Syrien         |                                        |
| Domenico Lorenzo Ponziani | 1719    | 1796    | Italien        |                                        |
| Ercole del Rio            | 1723    | 1802    | Italien        |                                        |
| Francois-André Philidor   | 1726    | 1795    | Frankrike      | Inofficiell världsmästare ca 1747–1795 |
| Johann Baptist Allgaier   | 1763    | 1823    | Österrike      |                                        |
| Jacob Sarratt             | 1772    | 1819    | Storbritannien |                                        |

## 1800-talet
| Namn                                | Född | Död  | Nation                        | Kommentar                                                    |
| ----------------------------------- | ---- | ---- | ----------------------------- | ------------------------------------------------------------ |
| Alexandre Deschapelles              | 1780 | 1847 | Frankrike                     | Inofficiell världsmästare ca 1800–1820                       |
| Alexander Petrov                    | 1794 | 1867 | Ryssland                      |                                                              |
| Louis de La Bourdonnais             | 1795 | 1840 | Frankrike                     | Inofficiell världsmästare ca 1820–1840                       |
| Ludwig Bledow                       | 1795 | 1846 | Tyskland                      |                                                              |
| Alexander McDonnell                 | 1798 | 1835 | Irland                        |                                                              |
| John Cochrane                       | 1798 | 1878 | Storbritannien                |                                                              |
| Pierre de Saint-Amant               | 1800 | 1872 | Frankrike                     | Inofficiell världsmästare 1842–1843                          |
| József Szén                         | 1805 | 1857 | Ungern                        |                                                              |
| Lionel Kieseritzky                  | 1806 | 1853 | Frankrike                     |                                                              |
| Bernhard Horwitz                    | 1807 | 1885 | Tyskland Storbritannien       |                                                              |
| Elijah Williams                     | 1809 | 1854 | Storbritannien                |                                                              |
| Howard Staunton                     | 1810 | 1874 | Storbritannien                | Inofficiell världsmästare 1843–1851                          |
| Johann Löwenthal                    | 1810 | 1876 | Storbritannien                |                                                              |
| Paul Rudolf von Bilguer             | 1815 | 1840 | Tyskland                      |                                                              |
| Adolf Anderssen                     | 1818 | 1879 | Tyskland                      | Inofficiell världsmästare 1851–1858 och 1862–1866            |
| Tassilo von Heydebrand und der Lasa | 1818 | 1899 | Tyskland                      |                                                              |
| Daniel Harrwitz                     | 1823 | 1884 | Tyskland                      |                                                              |
| Henry Bird                          | 1830 | 1908 | Storbritannien                |                                                              |
| Jules Arnous de Rivière             | 1830 | 1905 | Frankrike                     |                                                              |
| Louis Paulsen                       | 1833 | 1891 | Tyskland                      |                                                              |
| Wilhelm Steinitz                    | 1836 | 1900 | Österrike USA                 | Världsmästare 1886–1894, inofficiell världsmästare 1866–1878 |
| Adolf Schwarz                       | 1836 | 1910 | Ungern                        |                                                              |
| Paul Morphy                         | 1837 | 1884 | USA                           | Inofficiell världsmästare 1858–1862                          |
| Ignaz von Kolisch                   | 1837 | 1899 | Österrike                     |                                                              |
| George Henry Mackenzie              | 1837 | 1891 | USA                           |                                                              |
| Szymon Winawer                      | 1838 | 1919 | Polen                         |                                                              |
| Gustav Neumann                      | 1838 | 1881 | Tyskland                      |                                                              |
| Joseph Henry Blackburne             | 1841 | 1924 | Storbritannien                |                                                              |
| Johannes Zukertort                  | 1842 | 1888 | Polen Tyskland Storbritannien | Inofficiell världsmästare 1879–1886                          |
| Cecil De Vere                       | 1846 | 1875 | Storbritannien                |                                                              |
| Amos Burn                           | 1848 | 1925 | Storbritannien                |                                                              |
| James Mason                         | 1849 | 1905 | USA Storbritannien            |                                                              |
| Mikhail Tjigorin                    | 1850 | 1908 | Ryssland                      |                                                              |
| Berthold Englisch                   | 1851 | 1897 | Österrike                     |                                                              |
| Isidor Gunsberg                     | 1854 | 1930 | Ungern Storbritannien         |                                                              |
| Miksa Weiss                         | 1857 | 1927 | Österrike                     |                                                              |
| Curt von Bardeleben                 | 1861 | 1924 | Tyskland                      |                                                              |
| Siegbert Tarrasch                   | 1862 | 1934 | Tyskland                      |                                                              |
| Emanuel Lasker                      | 1868 | 1941 | Tyskland                      | Världsmästare 1894–1921                                      |
| David Janowski                      | 1868 | 1927 | Frankrike                     |                                                              |
| Richard Teichmann                   | 1868 | 1925 | Tyskland                      |                                                              |
| Géza Maróczy                        | 1870 | 1951 | Ungern                        |                                                              |
| Harry Nelson Pillsbury              | 1872 | 1906 | USA                           |                                                              |
| Rezsö Charousek                     | 1873 | 1900 | Ungern                        |                                                              |
| Carl Schlechter                     | 1874 | 1918 | Österrike                     |                                                              |
| Frank Marshall                      | 1877 | 1944 | USA                           |                                                              |

## 1900-talet
| Namn                 | Född | Död  | Nation                          | Titel | Högsta rating | Kommentar                                             |
| -------------------- | ---- | ---- | ------------------------------- | ----- | ------------- | ----------------------------------------------------- |
| Akiba Rubinstein     | 1880 | 1961 | Polen Belgien                   | GM    |               |                                                       |
| Oldřich Duras        | 1882 | 1957 | Tjeckoslovakien                 | GM    |               |                                                       |
| Milan Vidmar         | 1885 | 1962 | Slovenien                       | GM    |               |                                                       |
| Aaron Nimzowitsch    | 1886 | 1935 | Lettland Danmark                |       |               |                                                       |
| Savielly Tartakower  | 1887 | 1956 | Polen Frankrike                 | GM    |               |                                                       |
| José Raúl Capablanca | 1888 | 1942 | Kuba                            |       |               | Världsmästare 1921–1927                               |
| Efim Bogoljubov      | 1889 | 1952 | Ryssland Tyskland               | GM    |               |                                                       |
| Richard Réti         | 1889 | 1929 | Tjeckoslovakien                 |       |               |                                                       |
| Aleksandr Alechin    | 1892 | 1946 | Ryssland Frankrike              |       |               | Världsmästare 1927–1935 och 1937–1946                 |
| Ernst Grünfeld       | 1893 | 1962 | Österrike                       | GM    |               |                                                       |
| Max Euwe             | 1901 | 1981 | Nederländerna                   | GM    |               | Världsmästare 1935–1937                               |
| Isaac Kashdan        | 1905 | 1985 | USA                             | GM    |               |                                                       |
| Salo Flohr           | 1908 | 1983 | Tjeckoslovakien Sovjetunionen   | GM    | 2460          |                                                       |
| Gideon Ståhlberg     | 1908 | 1967 | Sverige                         | GM    |               |                                                       |
| Miguel Najdorf       | 1910 | 1997 | Polen Argentina                 | GM    | 2540          |                                                       |
| Michail Botvinnik    | 1911 | 1995 | Sovjetunionen                   | GM    | 2630          | Världsmästare 1948–1957, 1958–1960 och 1961–1963      |
| Samuel Reshevsky     | 1911 | 1992 | Polen USA                       | GM    | 2565          |                                                       |
| Alexander Kotov      | 1913 | 1981 | Sovjetunionen                   | GM    | 2510          |                                                       |
| Reuben Fine          | 1914 | 1993 | USA                             | GM    |               |                                                       |
| Paul Keres           | 1916 | 1975 | Estland Sovjetunionen           | GM    | 2615          |                                                       |
| Isaac Boleslavskij   | 1919 | 1977 | Sovjetunionen                   | GM    | 2560          |                                                       |
| Vasilij Smyslov      | 1921 | 2010 | Sovjetunionen                   | GM    | 2620          | Världsmästare 1957–1958                               |
| Svetozar Gligorić    | 1923 | 2012 | Jugoslavien                     | GM    | 2600          |                                                       |
| David Bronstein      | 1924 | 2006 | Sovjetunionen                   | GM    | 2595          |                                                       |
| Efim Geller          | 1925 | 1998 | Sovjetunionen                   | GM    | 2620          |                                                       |
| Mark Tajmanov        | 1926 | 2016 | Sovjetunionen                   | GM    | 2600          |                                                       |
| Tigran Petrosian     | 1929 | 1984 | Sovjetunionen                   | GM    | 2645          | Världsmästare 1963–1969                               |
| Viktor Kortjnoj      | 1931 | 2016 | Sovjetunionen Schweiz           | GM    | 2695          |                                                       |
| Lev Polugajevskij    | 1934 | 1995 | Sovjetunionen                   | GM    | 2645          |                                                       |
| Leonid Stein         | 1934 | 1973 | Sovjetunionen                   | GM    | 2620          |                                                       |
| Bent Larsen          | 1935 | 2010 | Danmark                         | GM    | 2660          |                                                       |
| Michail Tal          | 1936 | 1992 | Sovjetunionen                   | GM    | 2705          | Världsmästare 1960–1961                               |
| Boris Spasskij       | 1937 |      | Sovjetunionen Frankrike         | GM    | 2690          | Världsmästare 1969–1972                               |
| Lajos Portisch       | 1937 |      | Ungern                          | GM    | 2655          |                                                       |
| Bobby Fischer        | 1943 | 2008 | USA                             | GM    | 2785          | Världsmästare 1972–1975                               |
| Anatolij Karpov      | 1951 |      | Sovjetunionen Ryssland          | GM    | 2780          | Världsmästare 1975–1985, FIDE-världsmästare 1993–1999 |
| Jan Timman           | 1951 |      | Nederländerna                   | GM    | 2680          |                                                       |
| Rafael Vaganian      | 1951 |      | Sovjetunionen Armenien          | GM    | 2670          |                                                       |
| Ulf Andersson        | 1951 |      | Sverige                         | GM    | 2655          |                                                       |
| Alexander Beljavskij | 1953 |      | Sovjetunionen Ukraina Slovenien | GM    | 2710          |                                                       |
| Artur Jusupov        | 1960 |      | Sovjetunionen Tyskland          | GM    | 2680          |                                                       |
| Garri Kasparov       | 1963 |      | Sovjetunionen Ryssland          | GM    | 2851          | Världsmästare 1985–2000                               |
| Valerij Salov        | 1964 |      | Sovjetunionen Ryssland          | GM    | 2715          |                                                       |
| Nigel Short          | 1965 |      | Storbritannien                  | GM    | 2712          |                                                       |
| Evgenij Barejev      | 1966 |      | Sovjetunionen Ryssland          | GM    | 2739          |                                                       |
| Boris Gelfand        | 1968 |      | Sovjetunionen Belgien Israel    | GM    | 2777          |                                                       |
| Viswanathan Anand    | 1969 |      | Indien                          | GM    | 2817          | Världsmästare 2007–2013, FIDE-världsmästare 2000–2002 |
| Vasyl Ivantjuk       | 1969 |      | Sovjetunionen Ukraina           | GM    | 2787          |                                                       |
| Michael Adams        | 1971 |      | Storbritannien                  | GM    | 2761          |                                                       |
| Aleksej Sjirov       | 1972 |      | Lettland Spanien                | GM    | 2755          |                                                       |
| Gata Kamsky          | 1974 |      | Sovjetunionen USA               | GM    | 2763          |                                                       |
| Vladimir Kramnik     | 1975 |      | Ryssland                        | GM    | 2817          | Världsmästare 2000–2007                               |
| Veselin Topalov      | 1975 |      | Bulgarien                       | GM    | 2816          | FIDE-världsmästare 2005–2006                          |
| Peter Svidler        | 1976 |      | Ryssland                        | GM    | 2769          |                                                       |
| Judit Polgár         | 1976 |      | Ungern                          | GM    | 2735          |                                                       |
| Aleksandr Morozevitj | 1977 |      | Ryssland                        | GM    | 2788          |                                                       |
| Péter Lékó           | 1979 |      | Ungern                          | GM    | 2763          |                                                       |

## 2000-talet
| Namn                   | Född | Död | Nation           | Titel | Högsta rating | Kommentar                    |
| ---------------------- | ---- | --- | ---------------- | ----- | ------------- | ---------------------------- |
| Levon Aronian          | 1982 |     | Armenien         | GM    | 2830          |                              |
| Alexander Grisjtjuk    | 1983 |     | Ryssland         | GM    | 2810          |                              |
| Ruslan Ponomarjov      | 1983 |     | Ukraina          | GM    | 2764          | FIDE-världsmästare 2002–2004 |
| Sjahrijar Mammadzjarov | 1985 |     | Azerbajdzjan     | GM    | 2820          |                              |
| Hikaru Nakamura        | 1987 |     | USA              | GM    | 2816          |                              |
| Teimour Radjabov       | 1987 |     | Azerbajdzjan     | GM    | 2793          |                              |
| Magnus Carlsen         | 1990 |     | Norge            | GM    | 2882          | Världsmästare 2013–2023      |
| Maxime Vachier-Lagrave | 1990 |     | Frankrike        | GM    | 2819          |                              |
| Sergej Karjakin        | 1990 |     | Ukraina Ryssland | GM    | 2788          |                              |
| Jan Nepomnjasjtjij     | 1990 |     | Ryssland         | GM    | 2792          |                              |
| Fabiano Caruana        | 1992 |     | USA Italien      | GM    | 2844          |                              |
| Ding Liren             | 1992 |     | Kina             | GM    | 2816          | Världsmästare 2023–          |
| Wesley So              | 1993 |     | Filippinerna USA | GM    | 2822          |                              |
| Anish Giri             | 1994 |     | Nederländerna    | GM    | 2798          |                              |
| Alireza Firouzja       | 2003 |     | Iran Frankrike   | GM    | 2804          |                              |
| Arjun Erigaisi         | 2003 |     | Indien           | GM    | 2799          |                              |
| Dommaraju Gukesh       | 2006 |     | Indien           | GM    | 2794          |                              |

## Svenska stormästare
| Namn                     | Född | Död  | Nation                        | Titel | Högsta rating | Kommentar                      |
| ------------------------ | ---- | ---- | ----------------------------- | ----- | ------------- | ------------------------------ |
| Gösta Stoltz             | 1904 | 1963 | Sverige                       | GM    |               |                                |
| Erik Lundin              | 1904 | 1988 | Sverige                       | GM    |               |                                |
| Gideon Ståhlberg         | 1908 | 1967 | Sverige                       | GM    |               |                                |
| Juan Manuel Bellón López | 1950 |      | Spanien Sverige               | GM    | 2510          | Representerar Sverige sen 2017 |
| Ulf Andersson            | 1951 |      | Sverige                       | GM    | 2655          |                                |
| Tom Wedberg              | 1953 |      | Sverige                       | GM    | 2540          |                                |
| Lars Karlsson            | 1955 |      | Sverige                       | GM    | 2550          |                                |
| Harry Schüssler          | 1957 |      | Sverige                       | GM    | 2540          |                                |
| Thomas Ernst             | 1960 |      | Sverige                       | GM    | 2570          |                                |
| Ralf Åkesson             | 1961 |      | Sverige                       | GM    | 2535          |                                |
| Stellan Brynell          | 1962 |      | Sverige                       | GM    | 2534          |                                |
| Pia Cramling             | 1963 |      | Sverige                       | GM    | 2550          |                                |
| Jonny Hector             | 1964 |      | Sverige                       | GM    | 2590          |                                |
| Evgenij Agrest           | 1966 |      | Sovjetunionen Belarus Sverige | GM    | 2616          | Representerar Sverige sen 1994 |
| Ferdinand Hellers        | 1969 |      | Sverige                       | GM    | 2605          |                                |
| Slavko Cicak             | 1969 |      | Sverige                       | GM    | 2576          |                                |
| Tiger Hillarp Persson    | 1970 |      | Sverige                       | GM    | 2618          |                                |
| Johan Hellsten           | 1975 |      | Sverige                       | GM    | 2592          |                                |
| Emanuel Berg             | 1981 |      | Sverige                       | GM    | 2627          |                                |
| Pontus Carlsson          | 1982 |      | Sverige                       | GM    | 2531          |                                |
| Hans Tikkanen            | 1985 |      | Sverige                       | GM    | 2596          |                                |
| Daniel Semcesen          | 1986 |      | Sverige                       | GM    | 2513          |                                |
| Axel Smith               | 1986 |      | Sverige                       | GM    | 2516          |                                |
| Erik Blomqvist           | 1990 |      | Sverige                       | GM    | 2574          |                                |
| Vitaly Sivuk             | 1992 |      | Ukraina Sverige               | GM    | 2600          | Representerar Sverige sen 2022 |
| Nils Grandelius          | 1993 |      | Sverige                       | GM    | 2694          |                                |
| Jonathan Westerberg      | 1994 |      | Sverige                       | GM    | 2557          |                                |
| Platon Galperin          | 2003 |      | Ukraina Sverige               | GM    | 2566          | Representerar Sverige sen 2023 |